# Фляйсснер, Вернер
Вернер Фляйсснер (нем. Werner Fleissner; 7 июня 1922 года, Хемниц — 27 декабря 1985 год, Берлин) военный деятель ГДР, в 1964—1985 годах начальник по технике и вооружениям ННА, генерал-полковник (1977 год).

## Биография
Из рабочей семьи. В 1936—1941 годах учился в школе. В 1941—1945 годах в составе вермахта участвовал во Второй мировой войне. В 1945 году, будучи унтер-офицером артиллерии, попал в американский плен на территории Австрии. 
После освобождения в том же году устроился на работу модельщиком. Член СЕПГ с 1946 года. 6 января 1946 года Фляйсснер вступил в Народную полицию советской оккупационной зоны. В 1946—1948 годах руководил автомобильным отделом. В 1948—1950 годах руководил Дежурной частью Народной полиции в Гроссенхайне (VP-Bereitschaft Grossenhein). В 1950—1951 годах служил заместителем руководителя по технике и вооружению в Служебной инстанции Народной полиции в Цайтхайне (VP-Dienststelle Zeithein). В 1951—1956 годах руководил автомобильной школой Казарменной Народной полиции. 
В 1956—1958 годах проходил обучение в Высшей Офицерской школе Национальной Народной Армии ГДР. 7 октября 1963 года Фляйсснер получил звание генерал-майор. С 1 февраля 1964 года по 27 декабря 1985 года он занимал должность заместителя Министра Национальной Обороны и начальника по технике и вооружениям ННА. 7 октября 1969 году ему было присвоено звание генерал-лейтенанта, а 7 октября 1977 года — генерал-полковника. Был награждён многими орденами и медалями ГДР и других социалистических государств, в том числе Орденом Карла Маркса, Орденом «За Заслуги перед Отечеством» в золоте и Орденом Шарнхорста. Умер в возрасте 63 лет 27 декабря 1985 года.